# Sibnica (Blace)
Pour les articles homonymes, voir Sibnica.
Sibnica (en serbe cyrillique : Сибница) est un village de Serbie situé dans la municipalité de Blace, district de Toplica. Au recensement de 2011, il comptait 321 habitants.

## Démographie
| 1948 | 1953 | 1961 | 1971 | 1981 | 1991 | 2002 | 2011 |
| ---- | ---- | ---- | ---- | ---- | ---- | ---- | ---- |
| 897  | 947  | 899  | 716  | 618  | 549  | 470  | 321  |

|  |